# Torre d'Oleta
La Torre d'Oleta és una antiga fortificació medieval, torre de guaita, de la comuna d'Orellà, a la comarca del Conflent, de la Catalunya del Nord. És a prop a ponent del poble d'Oleta, però en terme d'Orellà.
La torre és aturonat a la carena que separa les valls de la Ribera d'Èvol i de la Ribera de Cabrils, a prop d'on aquests dos rius s'aboquen en la Tet.